# Maëva Coucke
Maëva Coucke (Fougères, 28 de junio de 1994) es una modelo francesa. Fue coronada Miss Francia en 2018. Representó a Francia en Miss Mundo 2018, donde se ubicó en el Top 12, y también representó a Francia en Miss Universo 2019, donde se ubicó en el Top 10.

## Primeros años y educación
Coucke nació el 28 de junio de 1994 en Fougères y se crio en Ferques, en Paso de Calais. Su padre es gendarme, mientras que su madre es asistente de cuidado de niños, originaria de Avesnes-sur-Helpe. Tiene una hermana mayor, Victoria, y una hermana gemela, Alizée. Sus padres se divorciaron cuando ella tenía 13 años.
En 2011, Coucke participó en el concurso Elite Model Look con su hermana gemela. Más tarde recibió su bachillerato con un enfoque en administración en 2013. En 2015 recibió un BTS en negocios internacionales. En 2017 ingresó a la carrera de derecho. Después de ser elegida Miss Francia 2018, decidió seguir una carrera como actriz.

## Carrera

### Miss Francia 2018
Coucke comenzó su carrera en 2013, cuando fue coronada Miss Boulogne 2013. En octubre de 2016, fue coronada Miss Pévèle 2016 y, por lo tanto, se le permitió competir en Miss Norte-Paso de Calais 2017. El 23 de septiembre de 2017, fue coronada Miss Norte-Paso de Calais 2017 en Orchies, luego representó a dicha región en Miss Francia 2018, donde resultó ganadora. Coucke es la tercera ganadora de Miss Francia oriunda de la región de Norte-Paso de Calais en el lapso de cuatro años, después de Iris Mittenaere (2016) y Camille Cerf (2015).
Coucke comenzó a crear conciencia sobre el cáncer de mama después de que a su madre le diagnosticaran la enfermedad en 2012. Como Miss Francia 2018, promovió el desarrollo de la prevención y detección del cáncer de mama. Participó en talleres de maquillaje y baile en hospitales para ayudar a las mujeres que se someten a un tratamiento contra el cáncer a sentirse más seguras de sí mismas. El 1 de octubre de 2018, lanzó el Mes de concientización sobre el cáncer de mama en la Torre Eiffel, que se iluminó con luces rosadas para apoyar la concientización sobre la enfermedad.

### Miss Mundo 2018
Coucke representó a Francia en Miss Mundo 2018, donde se ubicó en el top 12. En Miss Mundo 2018, ganó el evento de vía rápida Top Model, lo que le dio acceso directo a los primeros treinta puestos. Ella es la primera representante francesa en ganar el evento Top Model. También fue Top 5 en la competencia Multimedia y ganó la primera ronda del desafío Head to Head.

### Miss Universo 2019
Después de que Vaimalama Chaves optara por no competir en un certamen internacional, la Organización Miss Francia confirmó el 23 de septiembre de 2019 que habían designado a Coucke para representar a Francia en Miss Universo 2019.
Durante la competencia preliminar, Coucke resbaló y cayó en el escenario, junto con varios otros concursantes que también cayeron en el mismo lugar. El incidente fue ampliamente difundido en los medios de comunicación francófonos, pero eso no le impidió ubicarse entre los diez primeros. Finalmente pasó a avanzar como una de las cinco mejores concursantes de Europa, y finalmente terminó entre las diez mejores.